# Гарская волость (Дмитровский уезд)
Гарская волость — волость в составе Дмитровского и Ленинского уездов Московской губернии. Существовала до 1929 года. Центром волости было село Гари (в 1932 году вошло в состав Запрудни как микрорайон Гари), а с 1926 года — пгт Вербилки.
В настоящее время территория волости относится к Талдомскому городскому округу.

## История
15 августа 1921 года Гарская волость была передана в Ленинский уезд.
В ходе реформы административно-территориального деления СССР в 1929 году Гарская волость была упразднена.

## Состав волости

### Населённые пункты
По данным на 1913 год входили 23 населённых пункта
- Алексеевка (Алексеевское)
- Афонасово
- Васино
- Вербилки
- Гари (Гарь) — волостной центр
- Глинки
- Гусенка (Гусенки)
- Запрудье (Запруденье)
- Корешово (Коришево)
- Надмошье
- Насадкино
- Ново-Никольское
- Панасово
- Паньково
- Парфениха
- Пашково
- Пехово
- Пупиха
- Сергейково
- Тарусово
- Татьяново (Татьянино)
- Фофаново
- Хохлово (Хохловка)

В 1917 году из Гарской волости в Рогачёвскую были переданы селения Алексеево, Насадкино и Пехово.
31 марта 1924 года к Гарской волости были присоединены селения Аймусово, Акишево, Батулино, Бурцево, Васьково, Волково, Головково, Гуслево, Княщево, Кушки, Марьино, Мужево, Никулино, Нушполы, Павловичево, Петрино, Приветино, Резвячино, Садилово, Семёновское, Сосково, Стариково, Старково, Сущево, Федотово и Шатеево  Нушпольской волости (Аймусовский, Гуслевский, Кушковский, Нушпольский, Павловический, Семеновский, Стариковский с/с).

### Административно-территориальное деление
По данным 1918 года в Гарской волости Дмитровского уезда было 5 сельсоветов: Гарский, Надмошенский, Ново-Никольский, Пупихинский, Тарусовский.
По данным 1923 года в Гарской волости было 9 сельсоветов: Вербилковский, Гарский, Запруднянский, Надмошенский, Ново-Никольский, Паньковский, Парфеновский, Татьянинский, Тарусовский.
В 1924 году Запруднянский с/с был присоединён к Гарскому, Ново-Никольский — к Татьянинскому, Паньковский — к Надмошенскому. Парфеновский с/с был переименован в Пупихинский.
В 1925 году Татьянинский с/с был переименован в Ново-Никольский. Пупихинский с/с был присоединён к Тарусовскому.
В 1926 году Вербилковский с/с был присоединён к Тарусовскому